# Anthony Sirufo
Anthony Sirufo (Belfort, 31 december 1978) is een Frans/Italiaans voormalig voetballer en huidig trainer die speelde als verdediger.

## Carrière
Sirufo speelde in de jeugd van FC Sochaux waar hij in 1996 zijn profdebuut maakte. Hij speelde er tot in 1999 en stapte over naar AS Red Star 93 waar hij bleef tot in 2000. In 2000 ging hij spelen voor het Zwitserse FC Sion maar ook hier vertrok hij na een jaar. Hij ging in 2001 aan de slag bij het Engelse Huddersfield Town waar hij speelde tot in 2002. 
Van 2002 tot 2003 was hij aan de slag bij GFCO Ajaccio waarna hij een tijdje zonder club zat. Hij koos in 2004 voor FC Meyrin om in 2006 over te stappen naar SR Delémont. In 2013 ging hij spelen voor FC Bassecourt waar hij vanaf 2014 ook trainer werd. Hij sloot zijn voetbalcarrière af in 2016.
Hij was bij Bassecourt speler-trainer vanaf 2014, en bleef trainer tot in 2019 toen hij aan de slag ging bij FC Biel-Bienne.